# Johann Gruber (Kaufmann)
Johann Gruber (* 23. August 1762 oder 24. August 1762 in Lindau im Bodensee; † 8. Oktober 1851 ebenda) war ein deutscher Kaufmann und Politiker.

## Leben
Johann Gruber war der Sohn des Geheimrats Johann Martin Gruber.
Am 4. September 1791 heiratete er in Schwenningen Christiane Friederike (* 2. August 1769 in Hochdorf; 14. September 1797 in Schwenningen), die Tochter des Pfarrers Karl Ludwig Gmelin (1734–1797), verheiratet.
Er war als Kaufmann in Lindau im Bodensee tätig und 1813 ebenda zum Munizipalrat und später zum Bürgermeister gewählt. 1815 begründete er eine Kaufmannsinnung, der sich alle 34 Lindauer Kaufleute und Inhaber von Handelshäusern anschlossen und deren Vorsteher er ab 1816 war.
In der 1. Wahlperiode von 1819 bis 1822 vertrat er als Mitglied der Kammer der Abgeordneten im 1. und 2. Landtag den Stimmkreis Oberdonaukreis; in dieser Zeit war er in beiden Landtagen Mitglied im II. Ausschuss für die Steuern.